# Nom botànic

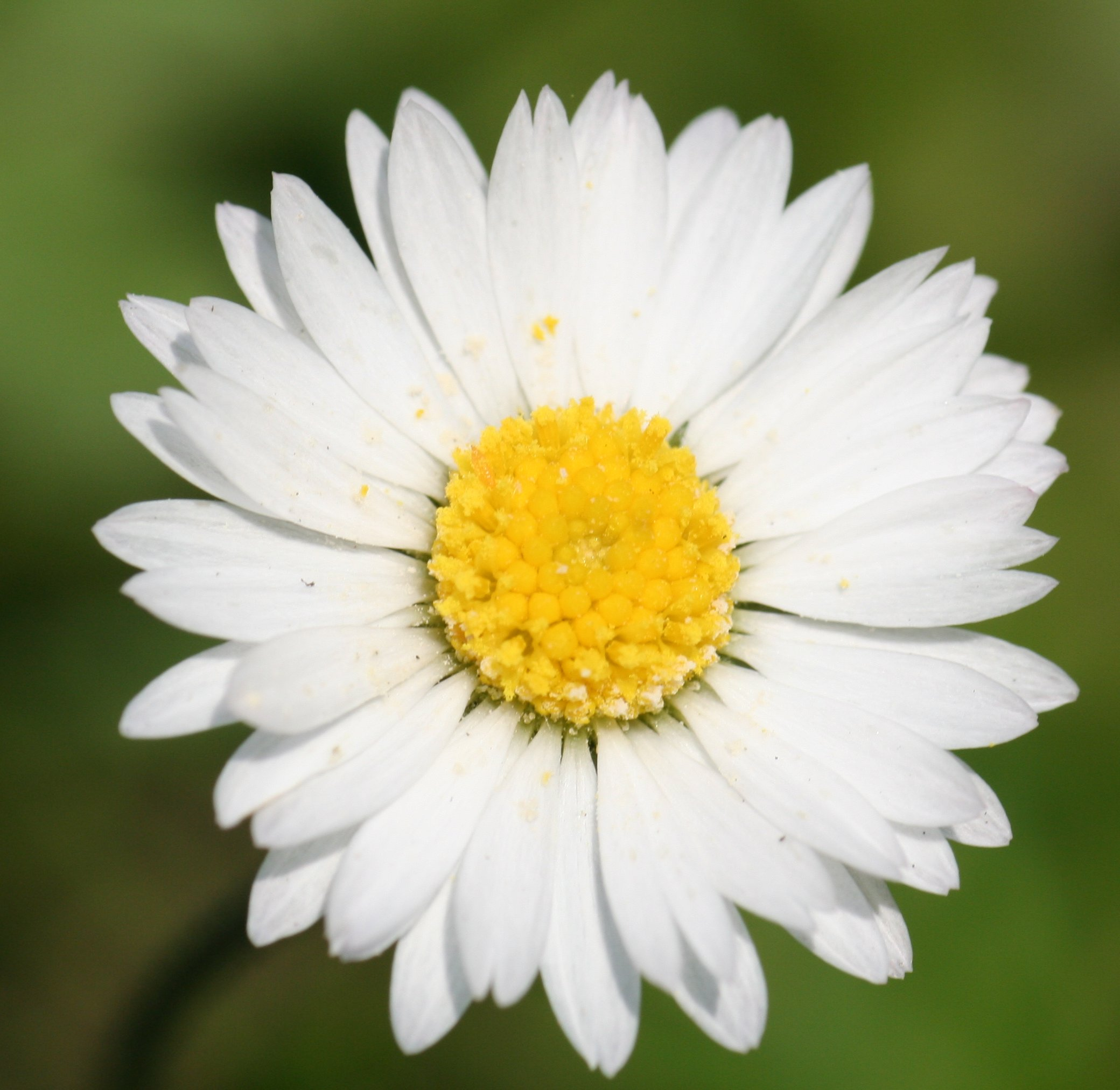
Capítol floral de Bellis perennis

El nom botànic és un nom científic conforme amb el Codi Internacional de Nomenclatura Botànica (ICBN) i, si concerneix a un cultigen de planta, els epítets dels cultivars addicional i/o el Grups han de ser conformes amb el International Code of Nomenclature for Cultivated Plants. El codi de nomenclatura cobreix "tots els organismes tradicionalment tractats com plantes, siguin fòssils o no fòssils, per exemple les algues verdes-blaves (Cyanobacteria); fongs, incloent-hi quístrids, oomicets, i floridura mucilagonosa; protists fotosintètics i grups relacionats no fotosintètics."
El propòsit d'aquest nom formal és tenir un únic nom que s'accepti a tot el món per a una planta particular o un grup de plantes.
El mateix nom botànic està fixat per un tipus, el qual és un espècimen particular (o en alguns casos un grup d'espècimens) d'un organisme al qual el nom científic està formalment unit, un tipus és un exemple que serveix per ancorar o centralitzar les característiques definitòries d'un tàxon particular.
La utilitat dels noms botànics està limitada pel fet que la mida dels grups taxonòmics no està definida; un taxon pot tenir una circumscripció variable segons el sistema taxonòmic que s'utilitzi. Per exemple la visió tradicional de la família de les malvàcies s'ha expandit en alguns enfocaments moderns per incloure-hi diverses famílies més relacionades estretament.
Un nom amb tres parts, és a dir un nom infraespecífic (un nom per a un tàxon per sota de la categoria d'espècie) necessita un "terme connector" per indicar la categoria. En el cas de les subespècies aquest connector és "subsp." (que indica subespècie). En botànica hi ha moltes categories per sota d'espècie. Un nom per una "subdivisió d'un gènere" també necessita un terme connector com pot ser el de "subg.", que indica subgènere. El terme connector no és part del nom.
Un taxon es pot indicar amb més de tres parts: "Saxifraga aizoon var. aizoon subvar. brevifolia f. multicaulis subf. surculosa Engl. & Irmsch." però aquesta classificació no és un nom botànic formal. El nom botànic és Saxifraga aizoon subf. surculosa Engl. & Irmsch. (ICBN Art 24: Ex 1).
Els noms botànics genèrics, específics i infraespecífics normalment s'imprimeixen en cursiva.

## Noms binaris
Per la nomenclatura botànica, el ICBN prescriu un nom en dues parts o nom binari per qualsevol tàxon per sota de la categoria de gènere i incloent la categoria d'espècie. Els tàxons per sota de la categoria d'espècie tenen un nom infraespecífic amb tres parts.
Les categories explícitament mencionats per ICBN que tenen noms binaris són:
- subgènere
- secció
- subsecció
- sèries
- subsèries
- Espècies

Un nom binari consta del nom d'un gènere i un epítet.
- En el cas d'una espècie aquest és un epítet específic:

Bellis perennis és el nom d'una espècie, essent perennis l'epítet específic. No hi ha un terme connector per indicar la categoria
- En el cas d'una subdivisió d'un gènere (subgènere, secció, subsecció, sèrie, subsèrie, etc.) el nom consta del nom del gènere i un epítet subdivisional. S'ha de posar un terme connector després de l'epítet per indicar la categoria.

Paraserianthes sect. Falcataria

### Més de dues parts
- En el cas dels cultivars no hi ha un epítet addicional del cultivar (aquest és un nom no llatí i no s'escriu en cursiva).

Bellis perennis és el nom d'una espècie, amb perennis com epítet específic i 'Aucubifolia' l'epítet del cultivar.